# Columbia Business School
La Columbia Business School è la business school della Columbia University di New York, negli Stati Uniti d'America.

## Storia
Fondata nel 1916, la Columbia Business School è una delle sei business school facenti parte della Ivy League, oltre che una delle più antiche al mondo.
Dal 1961, il campus principale della Columbia Business School era primariamente situato presso la Uris Hall, vicino al campus principale della Columbia University.
Nell'ottobre del 2010, la scuola ha annunciato un'espansione significativa grazie ai contributi di Henry Kravis, Ronald Perelman, e David Geffen, che in totale hanno donato 275 milioni di dollari per la costruzione del nuovo campus. La business school si è trasferita nel nuovo campus nel gennaio del 2022.
Il nuovo campus, costato circa 600 milioni di dollari, è considerato il più costoso al mondo.

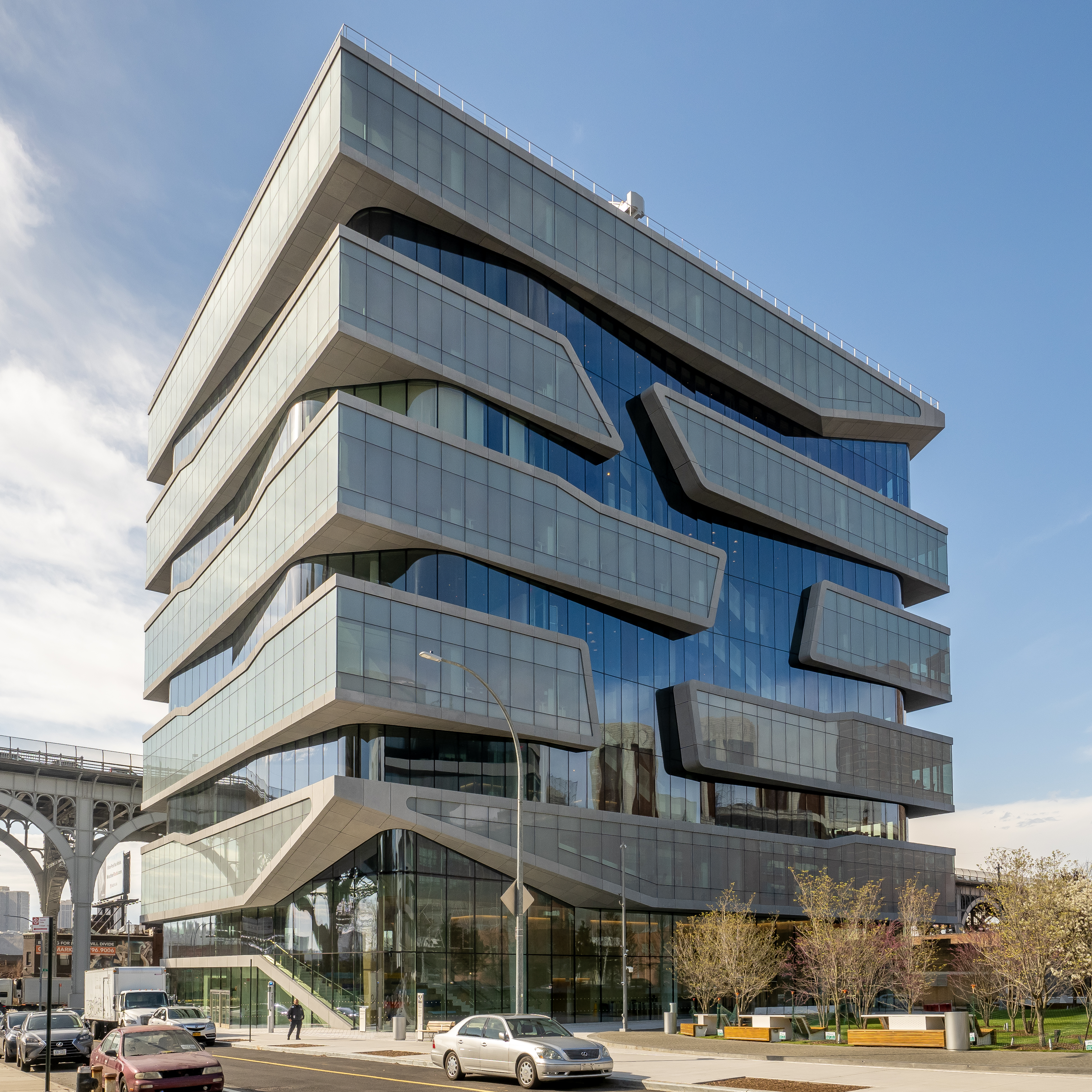
Manhattanville Campus – Kravis Hall
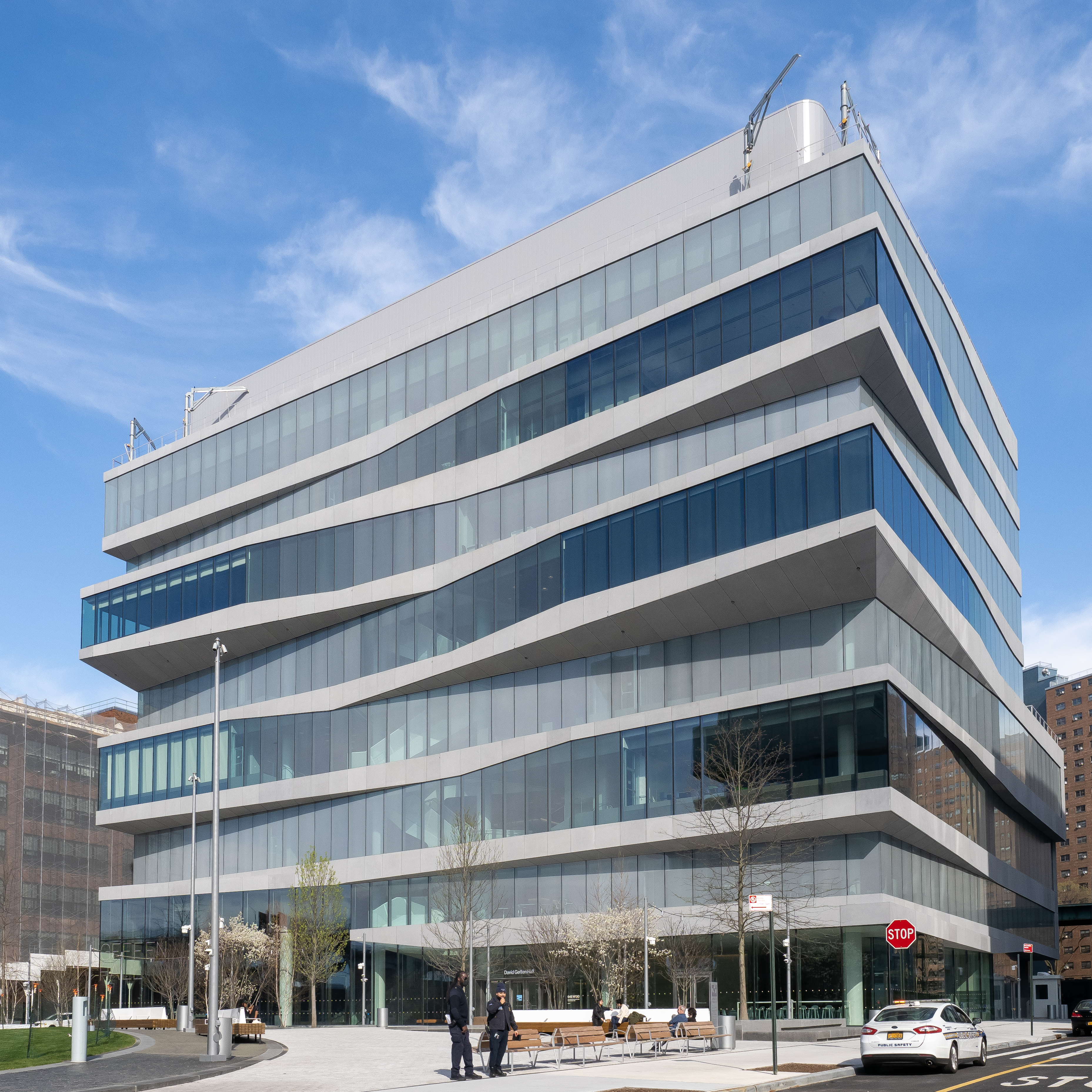
Manhattanville Campus – David Geffen Hall
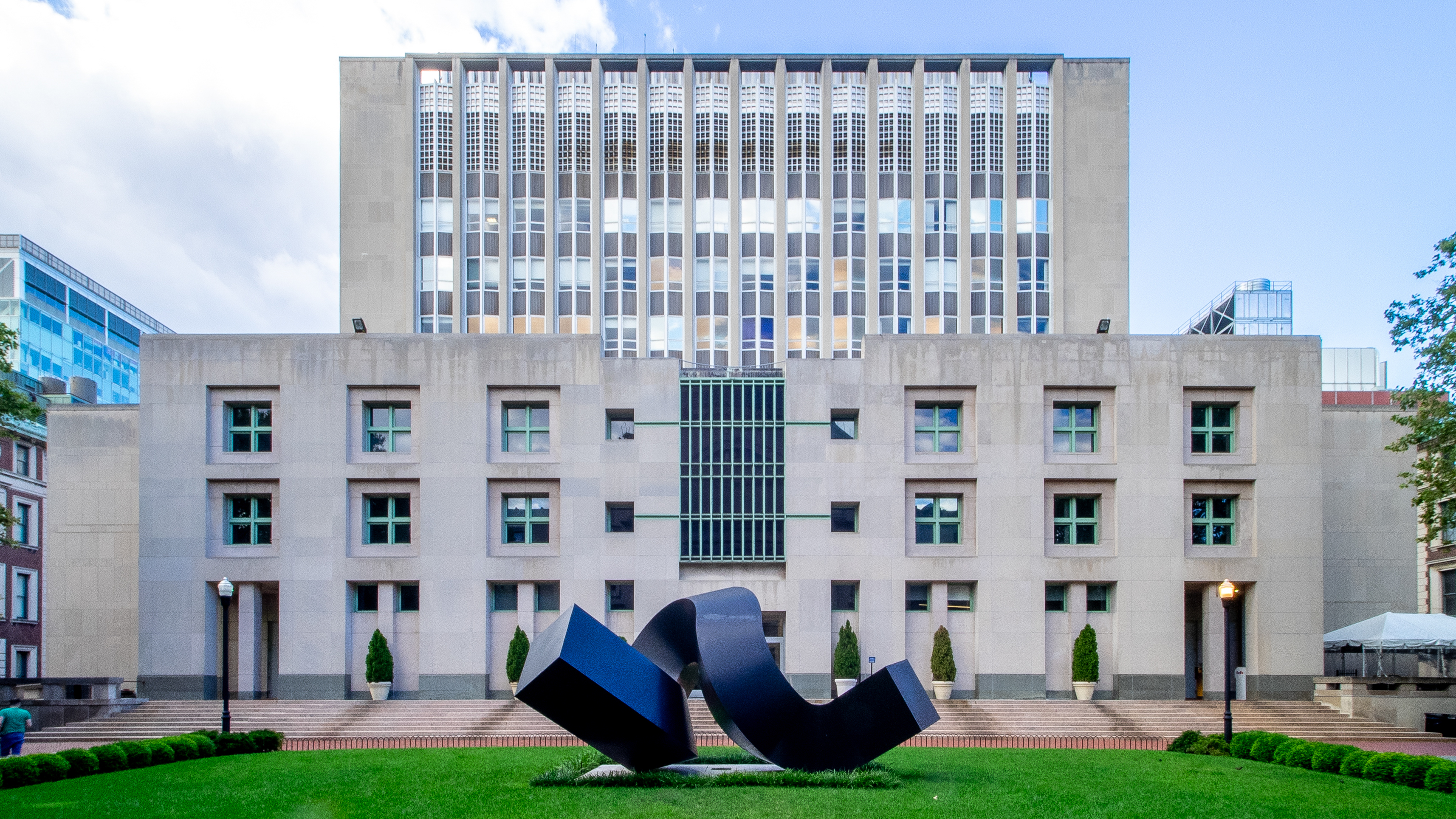
Morningside Heights – Uris Hall (Old Campus)

## Studenti celebri
- Warren Buffett
- David Dodd
- Mario Gabelli
- David Geffen
- Gabriele Galateri di Genola
- Benjamin Graham
- Irving Kahn
- Ronald Perelman
- Louis Rossetto
- Paolo Scaroni
- Eudora Welty